# Viktor von Rosen

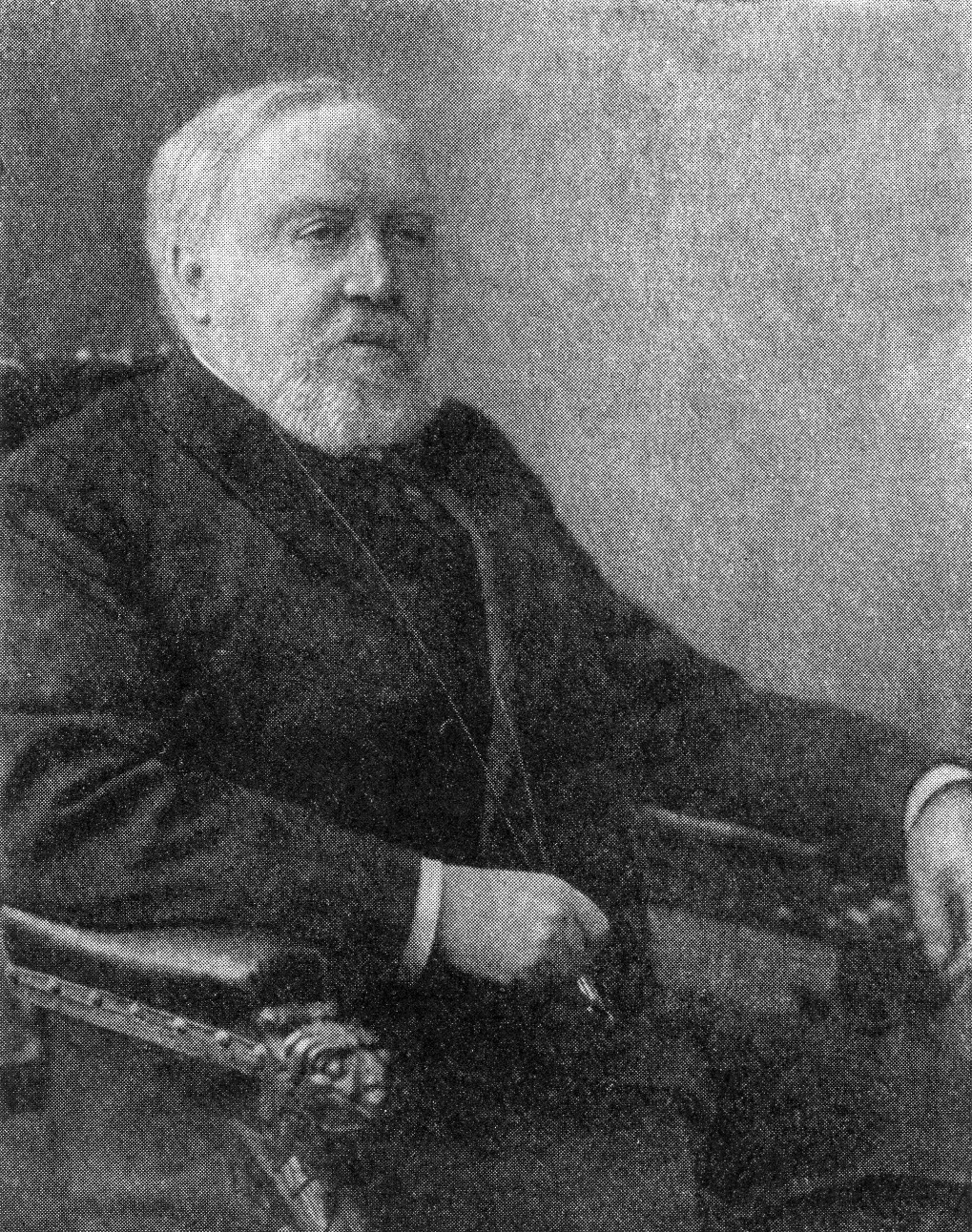
Viktor von Rosen

Viktor von Rosen (ros. Ви́ктор Рома́нович Розе́н, ur. 21 lutego?/5 marca 1849 w Tallinnie, zm. 10 stycznia?/23 stycznia 1908 w Petersburgu)  – rosyjski historyk, orientalista i arabista.

## Życiorys
Pochodził z rodziny Niemców bałtyckich. Absolwent (1870)  wydziału języków orientalnych na Uniwersytecie w Petersburgu. Następnie profesor tej uczelni. Od 1885 roku prezes Wydziału Wschodniego Rosyjskiego Towarzystwa Archeologicznego. Od 1890 członek Petersburskiej Akademii Nauk (Rosyjskiej Akademii Nauk). Zajmował się arabistyką. Opublikował wraz z komentarzem tłumaczenie kroniki XI wieku arabskiego chrześcijanina Yahyi z Antiochii. Brał udział w międzynarodowej edycji „Historii” al-Tabariego.

## Wybrane publikacje
- Izvestiia al-Bekri i drugikh avtorov o Rusi i slavianakh, St. Petersburg 1878.
- Imperator Vasilii Bolgaroboitsa, St. Petersburg 1883.
- Prolegomena k novomy izdaniiu Ibn-Fadlana, „Zapiski Vostochnogo otd. russkogo arkheologicheskogo obshchestva” 1903, vol. 15.
- K voprosu ob arabskikh perevodakh Khudai-Name [w:] Vostochnye zametki, St. Petersburg 1896.